# Stazione di Kitano (Tokyo)
La stazione di Kitano (北野駅?, Kitano-eki) è una stazione ferroviaria situata a Hachiōji, città conurbata con Tokyo, e serve le linee Keiō principale e Takao della Keiō Corporation.

## Linee
Keiō Corporation
● Linea Keiō
● Linea Keiō Takao

## Struttura
La stazione dispone di due marciapiedi a isola con quattro binari passanti in viadotto.
| 1-2 | ● Linea Keiō       | per Keiō-Hachiōji                                                                                 |
| 1-2 | ● Linea Keiō Takao | per Mejirodai, Takao e Takaosanguchi                                                              |
| 3-4 | ● Linea Keiō       | per Takahatafudō, Fuchū, Chōfu, Meidaimae, Shinjuku e linea Shinjuku della metropolitana di Tokyo |

## Stazioni adiacenti
| «                | Servizio                                         | »             |
| Linea Keiō       | Linea Keiō                                       | Linea Keiō    |
| ---------------- | ------------------------------------------------ | ------------- |
| Naganuma         | Locale Rapido Espresso sezionale                 | Keiō-Hachiōji |
| Takahatafudō     | Espresso speciale Semiespresso speciale Espresso | Keiō-Hachiōji |
| Linea Keiō Takao |                                                  |               |
| Naganuma         | Locale Rapido Espresso sezionale                 | Keiō-Katakura |
| Takahatafudō     | Semiespresso speciale                            | Keiō-Katakura |
| Takahatafudō     | Espresso speciale Espresso                       | Mejirodai     |